# 高部屋村
高部屋村（たかべやむら）は、神奈川県大住郡・中郡に存在した村。現在の伊勢原市中心部の北側に位置した。

## 地理
- 河川：渋田川

## 歴史

### 村名の由来
下糟屋に所在する八幡宮が延喜式に見える高部屋神社と比定され、その名で呼ばれていることから。

### 沿革
- 1889年（明治22年）4月1日 - 町村制の施行により、上糟屋村、日向村、西富岡村および下糟屋村、七沢村飛地が合併して大住郡高部屋村が発足。旧上糟屋村は大字上粕屋となる。
- 1896年（明治29年）4月1日 - 郡制の施行のため大住郡が淘綾郡と統合され、所属郡が中郡に変更[1]。
- 1954年（昭和29年）12月1日 - 伊勢原町、成瀬村、大田村、大山町、比々多村と合併し、改めて伊勢原町が発足。同日高部屋村廃止。

## 経済

### 産業
農業
『大日本篤農家名鑑』によれば、高部屋村の篤農家は「原政吉、鵜川磯吉、船橋周蔵、堀江常吉、山口佐一」などがいた。
『神奈川文庫 第五集 百家明鑑』によれば、高部屋村で農業を営んでいた人物は「山口佐七郎、上粕屋の原政吉・山田萬次郎、西富岡の堀江喜三郎・大庭久左衛門・田中安太郎・小澤勘左衛門・小澤兵太郎」、農蚕業を営んでいた人物は「西富岡の堀江龍蔵・小澤常次郎・足立新太郎、上粕屋の細野鶴吉、日向の小澤勘蔵・森屋佐吉」などがいた。
商工業
- 海老屋 麻生善兵衛（旅館兼料理業）[3]
- 紙屋 鵜川磯吉（旅人宿、料理業）[3]
- 小澤勘蔵（日向、農蚕業、米穀水車業、生糸類製造）[3]
- 梶寅之助（日向、醤油製造卸小売、質屋、生糸繭）[3]
- 鍛代巳之助（日向、日本酒類製造、生糸類製造）[3]
- 足立新太郎（西富岡、米穀、肥料、荒物、日本酒類、荷物運送、蚕糸繭、農蚕業）[3]
- 中村定吉（西富岡、日本酒類製造）[3]

## 名所・旧跡
- 高部屋神社
- 比比多神社

## 村長
- 山口左一